# Fohsella
Fohsella es un género de foraminífero planctónico de la familia Globorotaliidae, de la superfamilia Globorotalioidea, del suborden Globigerinina y del orden Globigerinida. Su especie tipo es Globorotalia (Globorotalia) praefohsi. Su rango cronoestratigráfico abarca desde el Chattiense (Oligoceno superior) hasta el Serravalliense (Mioceno medio).

## Descripción
Fohsella incluye especies con conchas trocoespiraladas, de forma biconvexa; sus cámaras son ovaladas a romboidales, y seleniformes (más altas que anchas) en el lado espiral; sus suturas intercamerales son ligeramente incididas y curvas en el lado umbilical, y niveladas y curvas en el lado umbilical; su contorno ecuatorial es redondeado o ligeramente lobulado; su periferia es aguda, con carena poco desarrollada o ausente en las especies más primitivas; su ombligo es estrecho; su abertura principal es interiomarginal, umbilical-extraumbilical, con forma de ranura asimétrica y rodeada por un labio; presentan pared calcítica hialina, fuertemente perforada, con poros en copa, y superficie punteada a fuertemente reticulada, con numerosas pústulas en el lado umbilical; en el estadio final, puede desarrollar una corteza gruesa de calcita que cubre la superficie.

## Discusión
Clasificaciones posteriores han incluido Fohsella en la Superfamilia Globigerinoidea. Las especies de Fohsella han sido incluidas tradicionalmente en el género Globorotalia, o bien consideradas un subgénero de este: Globorotalia (Fohsella). Algunos autores consideran a Fohsella un sinónimo subjetivo posterior de Globorotalia.

## Paleoecología
Fohsella incluye foraminíferos con un modo de vida planctónico, de distribución latitudinal tropical-subtropical, y habitantes pelágicos de aguas profundas (medio mesopelágico inferior a batipelágico superior, en la termoclina).

## Clasificación
Fohsella incluye a las siguientes especies:
- Fohsella birnageae †, también considerada como Paragloborotalia  birnageae
- Fohsella bykovae †
- Fohsella foshi †
- Fohsella kugleri †, también considerada como Paragloborotalia  kugleri
- Fohsella lobata †
- Fohsella peripheroacuta †
  - Fohsella peripheroacuta pristina †
- Fohsella peripheroronda †
- Fohsella praefoshi †
- Fohsella robusta †

Otras especies consideradas en el género Fohsella son:
- Fohsella wabagensis †